# 浦那紋胸鮡
浦那紋胸鮡，為輻鰭魚綱鯰形目鮡科的其中一種，為熱帶淡水魚類，被IUCN列為瀕危保育類動物，分布於亞洲印度馬哈拉斯查邦Maharashtra河流域，體長可達8公分，棲息在底中層水域，生活習性不明。

## 扩展阅读
維基物種上的相關：浦那紋胸鮡